# Stenochilidae
Stenochilidae zijn een familie van spinnen. De familie telt 2 beschreven geslachten en 13 soorten.

## Geslachten
- Colopea Simon, 1893
- Stenochilus O. P.-Cambridge, 1870

## Taxonomie
Voor een overzicht van de geslachten en soorten behorende tot de familie zie de lijst van Stenochilidae.